# أيت باها
أيت باها، مدينة مغربية بإقليم اشتوكة أيت باها في جهة سوس ماسة. بلغ عدد سكانها 5،668 نسمة في سنة 2014. تقع المدينة على الطريق الجهوية رقم 105 الرابطة بين أكادير وتافراوت.

## النقل والمواصلات
توجد في أيت باها العديد من وكالات الأسفار الخاصة بالحافلات والتي تربط بين أيت باها والدار البيضاء مرورا بأكادير، كما توجد بالمدينة سيارات أجرة كبيرة تربط بين أيت باها وبين بيوكرة وأكادير.